# Ulead

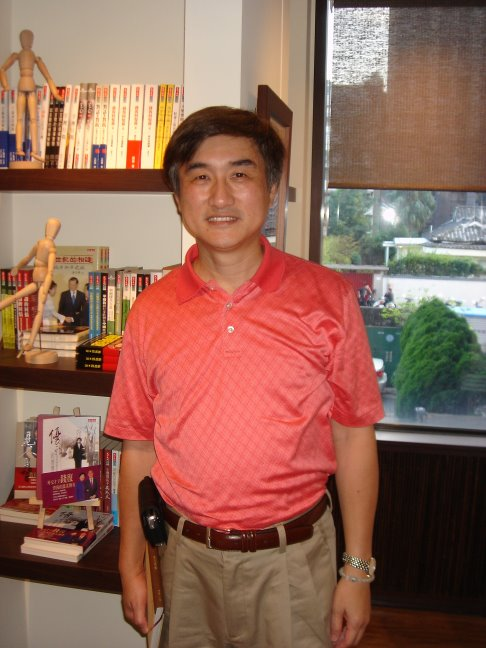
Lewis Liaw

Ulead Systems (произносится юлид системс) — тайваньская компания, контролируемая Corel (Канада), занимающаяся производством программного обеспечения для Windows.
Ulead — один из ведущих производителей инновационного программного обеспечения для видео, графики и DVD авторинга для настольных, серверных, мобильных и интернет платформ.
Изначально фирма Ulead занималась производством видеоредакторов, идущих в комплекте с видеокамерами, но затем начала выпускать свои программы отдельно.

## Линейка продуктов

### Редактирование видео
- VideoStudio Pro
- Ulead MediaStudio Pro
- Ulead COOL 3D Production Studio
- Ulead VideoGraphics Lab

### Создание DVD/CD
- Ulead DVD MovieFactory Plus
- Ulead DVD Workshop
- Ulead CD & DVD PictureShow
- Ulead Burn.Now
- Ulead Pocket DV Show

### Цифровое изображение
- Ulead PhotoImpact
- Ulead Photo Express®
- Ulead Photo Explorer
- Ulead My Scrapbook
- Ulead Cool 360

### Веб-утилиты
- Ulead GIF Animator
- Ulead SmartSaver Pro